# Albert Barbier
Albert Barbier de nombre completo Albert Casimir Barbier (2 de mayo de 1845-1 de enero de 1931) fue un político, rosalista e hibridador francés de nuevas variedades de rosas.
Es particularmente conocido por haber dado a luz a los primeros rosales lianas a partir de cañas de rosales encontrados en Japón por el botánico alemán Max Ernst Wichura (nombrado en su honor como rosa wichuraiana después conocida como rosa luciae). Sus rosales se caracterizan por el vigor, la resistencia a las enfermedades y a menudo por su brillante follaje.

## Biografía

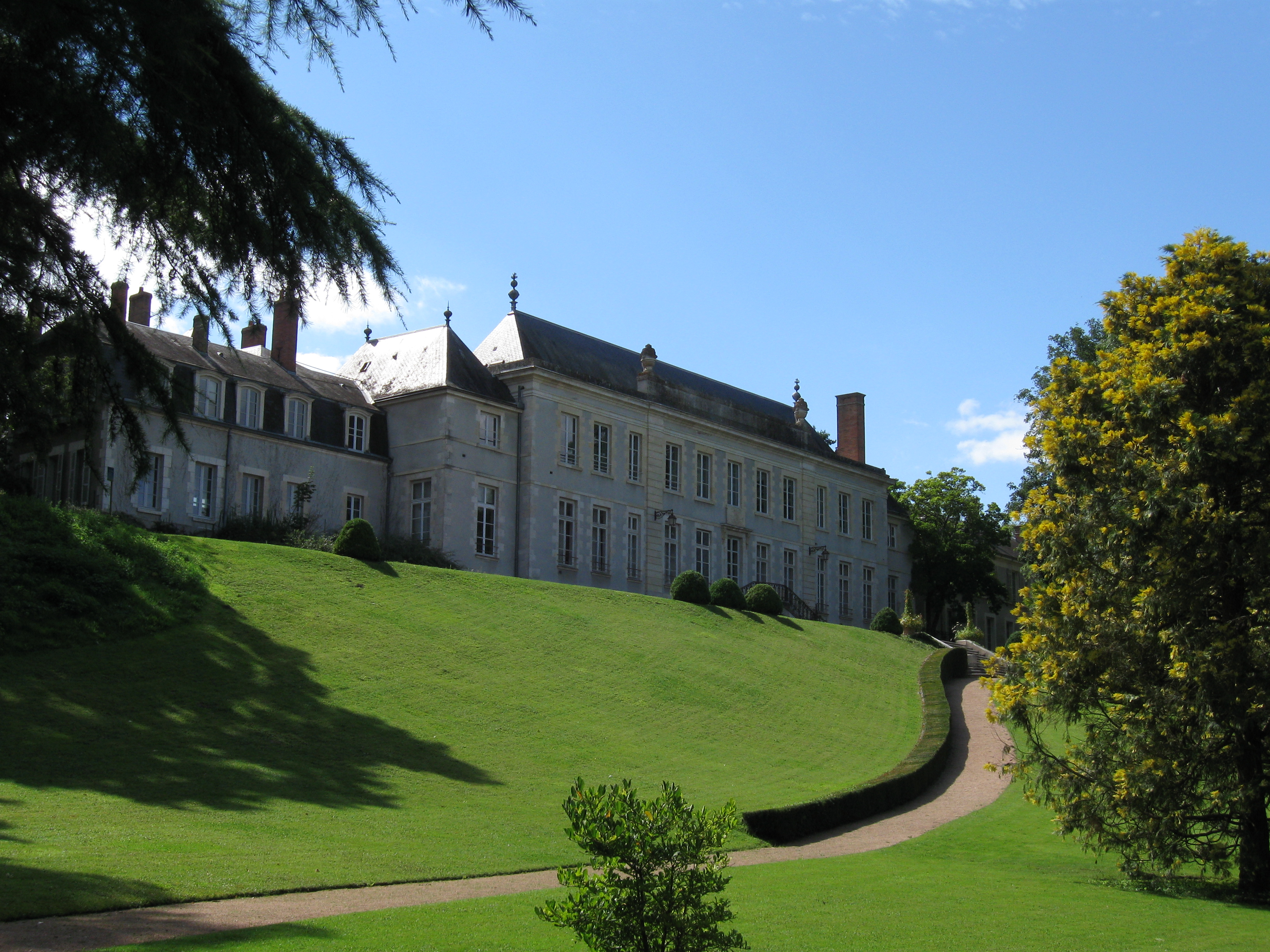
El castillo de la Source

Albert Barbier nace el 2 de mayo de 1845 en el Reino de Francia, en Orleans Departamento de Loiret, durante la Monarquía de Julio.
Al igual que su padre, Albéric, Albert era también un jardinero. Hizo sus prácticas en el château de la Source antes de entrar en octubre de 1863 como un muchacho jardinero en los viveros «Pépinières Transon Frères et D. Dauvesse» en Orleans. Entre 1865 y 1869 fue jefe de los cultivos en la multiplicación y después encargado de adquisiciones y de los viajes desde 1869 hasta 1892. En 1872 se asoció con Paul Transon antes de tomar la dirección del vivero en 1892. También se convirtió en secretario general de la sociedad hortícola de Loiret. Delegado por el Ministerio de Agricultura, viaja mucho por todo el mundo para participar o presidir competiciones o exposiciones hortícolas.

### Vida política
Republicano bajo el Segundo Imperio francés (1852-1870), Albert Barbier fue elegido regidor de la Comuna de Olivet en 1881, se convirtió en adjunto desde 1883 a 1896, y alcalde el 18 de mayo de 1896 en la Tercera República. El 18 de julio de 1907 fue elegido concejal de Loiret por el Cantón Orléans-Sur, en sustitución de Paul Transon. Desempeña su cargo en el Consejo General de Loiret un cuarto de siglo hasta su muerte en 1931.
Albert fue oficial de la orden del Mérito Agrícola y Caballero de la Orden de San Estanislao de Rusia en 1894.
Albert Barbier fue nombrado Caballero de la Orden Nacional de la Legión de Honor por el decreto de Francia de fecha de 15 de agosto de 1900.

### Barbier et Cie
En 1894, Albert Barbier crea el vivero « "Barbier & Cie de Orleans" ». Entonces él tenía 49 años, su hermano Eugene 45 y los dos hijos de Albert, René con 25 y Léon de 16. Con el tiempo así mismo su primo Georges se uniría, y a su debido tiempo sobrinos y nietos se unirían también a la empresa familiar Barbier.
La compañía fue financiada en parte por el cuñado de Alberic Barbier, Casimir Moullé, comerciante de vino en Bercy. El vivero a continuación se expande, y se extienden sobre más de 170 hectáreas en cinco sitios (La Ferté-Saint-Aubin, Saint-Denis-en-Val, Saint-Cyr-en-Val Orleans y Olivet). Con cerca de 300 empleados, Barbier es uno de los mayores empleadores de la región.
El catálogo Barbier de 1908 cuenta con 254 páginas pero las rosas ocupan solo el 10% del catálogo, con más de 800 variedades de rosas, entre ellas 35 nuevas rosas 'wichuraiana'. Las rosas constituyen solo una cuarta parte de la producción de viveros que también produce setenta variedades de manzanas, albaricoques, peras, frambuesas, moras, fresas, grosellas, melocotones, nectarinas, ciruelas, membrillos, cerezas, almendras, nueces, espárragos, ruibarbo y frutas silvestres. El vivero Barbier es uno de los primeros viveros franceses en exportar no solo a los Estados Unidos, sino también a Rusia, incluso dejando un catálogo en inglés, una revolución para la época.
Son los responsables de la introducción del Acer « Crimson King » y la propagación de la cereza « Early Rivers ». Más resistentes que las autóctonas las plantaciones de vides americanas ayudan a luchar contra los estragos de la filoxera.
Al final de la Primera Guerra Mundial, los pedidos disminuyeron. En años posteriores, la crisis económica de 1929 y 1931 y las leyes proteccionistas de Gran Bretaña hacen que sea más difícil exportar.
La muerte de Albert Barbier en 1931 marca el final de las creaciones de nuevas rosas, la última creación sería la rosa 'Paul Dauvesse' en 1933, llamado así en honor del mentor de Albert. Con la presión sobre las tierras para la construcción de viviendas, el vivero Barbier encoge, y abandona la creación de nuevas variedades para convertirse en mero productor de plantas. La empresa cierra en 1972.

## Los rosales de Barbier
Desde 1900 en los viveros familiares de "Barbier & Cie de Orleans", crea un grupo de hermosos trepadores, de flores grandes que utiliza a Rosa luciae como parental, por su hábito rampante, y por su brillante follaje perenne, de color verde oscuro, así como a diversas híbrido de té para proporcionar el tamaño y la variedad de color de las flores. Los trepadores de Barbier incluyen 'Albéric Barbier' (1900), 'Paul Transom' (1901), 'Alexandre Girault' (1909), y 'Albertine' (1921).
Se convierte así en el principal cultivador de rosales trepadores antes de la Primera Guerra Mundial.
Por otra parte, también es conocido por sus Polyanthas con sus colores fuertes. Su hijo Georges continuó al frente de la compañía "Barbier frères & Cie." (16 Route d'Olivet, Orléans, Francia) introdujo la rosa de crecimiento hasta la Segunda Guerra Mundial.
Después Louis Claude Noisette adquiere la colección de Barbier y en 1972 la compañía se disolvió completamente.
Actualmente hay una casi completa colección de rosales trepadores de Barbier en la Roseraie de l'Haÿ-les Roses, cerca de París. En esta se confirma el talento de los Barbier, y los certificados a siete de sus rosas de su concurso de nuevas rosas : 'Désiré Bergera' 1911, 'Wichmoss’ 1913, 'Auguste Gervaise' 1919, 'Jules Tabart' 1922, 'Albertine' 1921, 'Mme Henri Gravereaux' 1925 y 'Coupe d’or' 1930.

## Algunas de lasobtencionesde Barbier

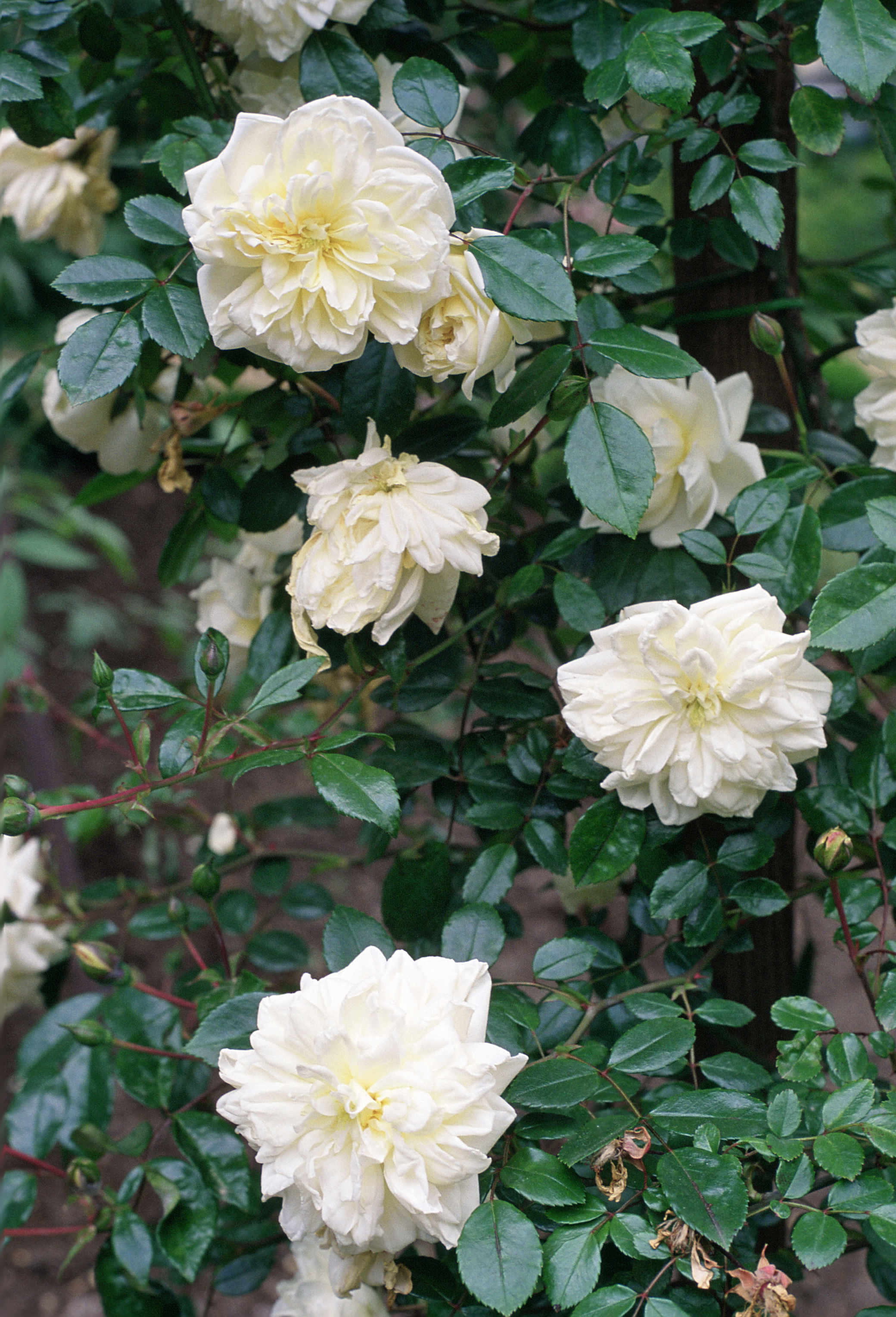
'Albéric Barbier' 1900, Grupo: Híbrido Wichurana. Real Jardín Botánico de Madrid.
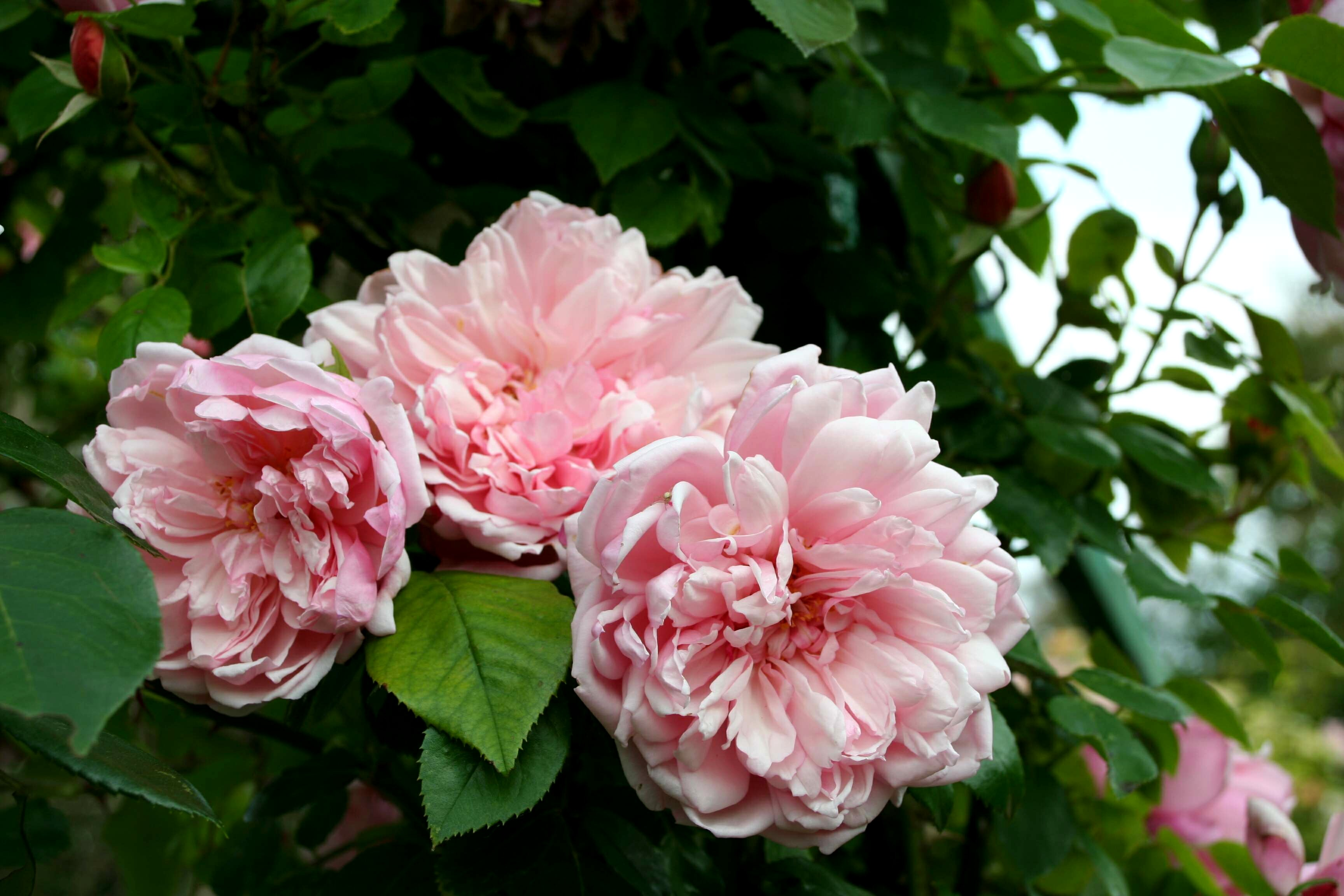
'Albertine' 1921, Grupo: Híbrido Wichurana. Jardin de Claude Monet à Giverny
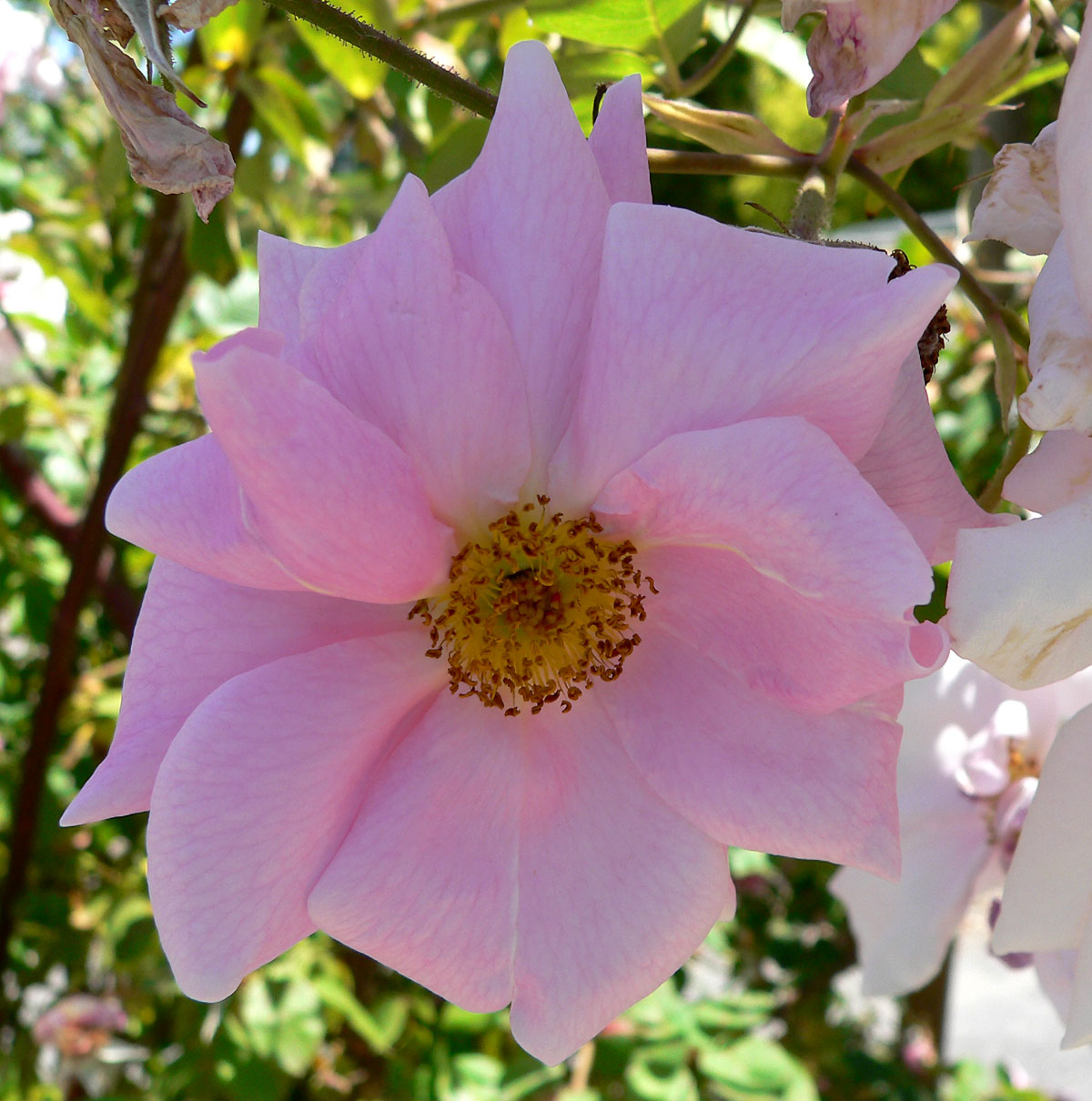
'Auguste Roussel' 1913, Grupo: Híbrido Macrophylla. San José Heritage Rose Garden.
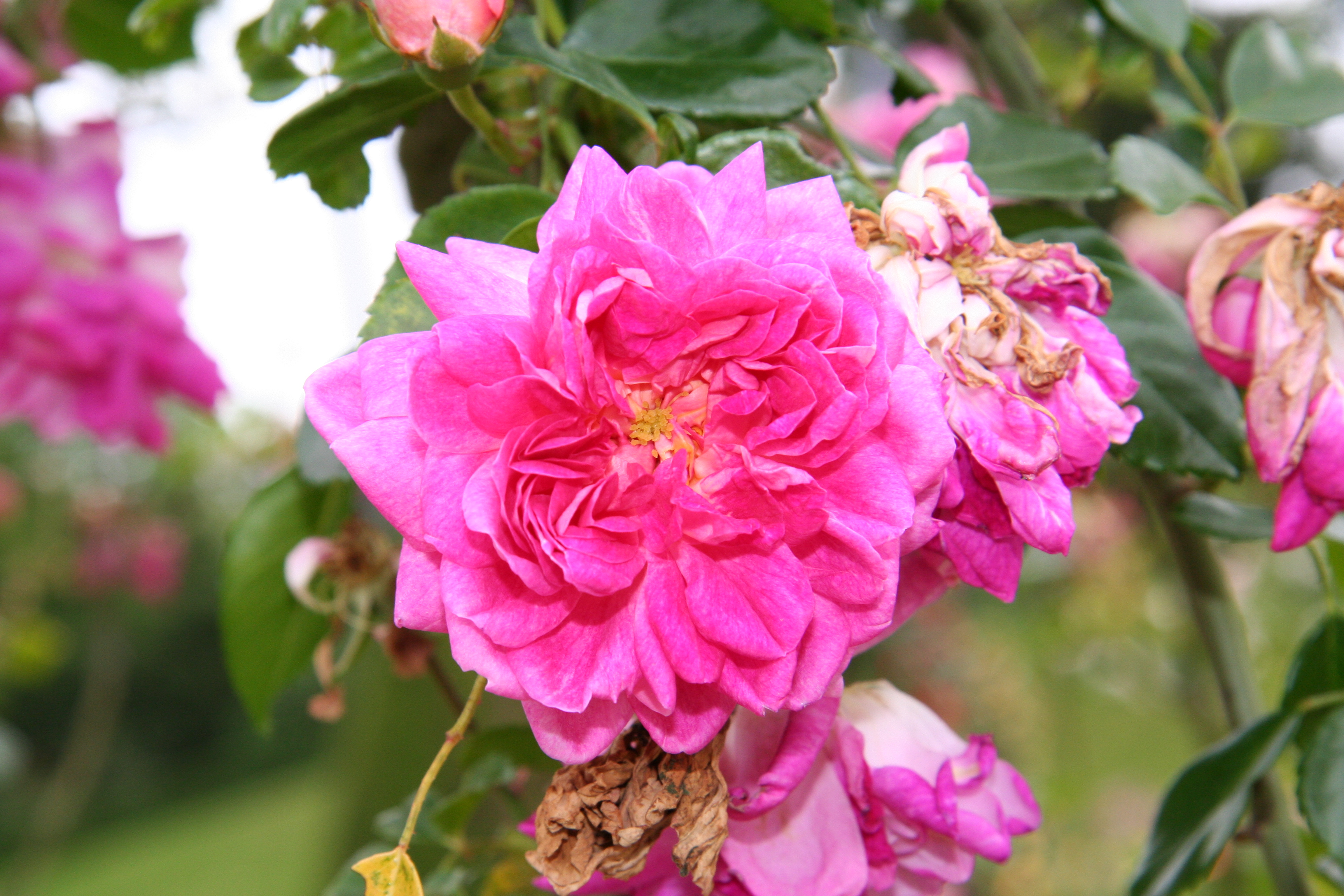
'Alexandre Girault' 1907, Grupo: Híbrido Wichurana. Roseraie de Bagatelle